# برج لندن (فیلم ۱۹۶۲)
برج لندن (انگلیسی: Tower of London) فیلمی در ژانر ترسناک به کارگردانی راجر کورمن است که در سال ۱۹۶۲ منتشر شد. از بازیگران آن می‌توان به وینسنت پرایس، رابرت براون، جوآن فریمن، پال فریس و ریچارد هیل اشاره کرد.